# Puccinia celmisiae
Puccinia celmisiae är en svampart som först beskrevs av Mordecai Cubitt Cooke, och fick sitt nu gällande namn av Gordon Herriot Cunningham 1924. Puccinia celmisiae ingår i släktet Puccinia och familjen Pucciniaceae.   Inga underarter finns listade i Catalogue of Life.